# Polyalthia gracilipes
Polyalthia gracilipes är en kirimojaväxtart som beskrevs av Elmer Drew Merrill. Polyalthia gracilipes ingår i släktet Polyalthia och familjen kirimojaväxter. Inga underarter finns listade i Catalogue of Life.